# Tranholmen
Tranholmen è un'area urbana della Svezia situata nel comune di Danderyd, contea di Stoccolma.
La popolazione risultante dal censimento 2010 era di 338 abitanti .